# Incident de Charlie Brown et Franz Stigler
L'incident de Charlie Brown et Franz Stigler a eu lieu le 20 décembre 1943, quand, après un bombardement sur Brême, le Boeing B-17 Flying Fortress de Charles « Charlie » Brown (surnommé Ye Olde Pub) fut gravement endommagé par la Flak et par la chasse allemande. L'as de la Luftwaffe Franz Stigler, malgré l'opportunité qui se présentait d'abattre le bombardier, décida, pour des raisons humanitaires, de permettre à l'équipage de rentrer en Angleterre. Les deux pilotes se sont rencontrés 40 ans plus tard et leur amitié dura jusqu'au décès de Franz Stigler en mars 2008.

## Pilotes
Le second lieutenant Charlie Brown (un fermier de Weston (Virginie-Occidentale), selon ses propres mots) était le pilote d'un B-17F du 527th Bombardment Squadron du 379th Bomber Group de la 8th Air Force stationné à RAF Kimbolton (en) en Angleterre. Franz Stigler (un ancien pilote de ligne bavarois) était un pilote de chasse vétéran de la Luftwaffe du Jagdgeschwader 27. Au moment de l'incident, son palmarès se montait à 22 victoires et il était pressenti pour l'obtention de la croix de chevalier de la croix de fer à l'occasion de sa prochaine victoire aérienne,.

## Mission sur Brême
Cette mission était la première de l'équipage du Ye Olde Pub et avait pour objectif les usines de fabrication du Focke-Wulf 190 à Brême, dans le cadre de la campagne de bombardements stratégiques contre l'Allemagne. Les équipages du 527th Bombardment Squadron avaient été informés durant le briefing de la présence de centaines de chasseurs allemands. Brême était protégée par 250 canons anti aériens. L'équipage de Brown devait voler dans le « Purple Heart corner », une position située sur le bord du box (en) de bombardiers, particulièrement dangereuse.
Lors de cette mission, l'équipage du Ye Olde Pub était constitué de :
- second lieutenant Charlie Brown : commandant de bord[6] ;
- second lieutenant Spencer « Pinky » Luke : copilote[7] ;
- second lieutenant Al « Doc » Sadok : navigateur[8] ;
- second lieutenant Robert « Andy » Andrews : bombardier[8] ;
- sergent Bertrand « Frenchy » Coulombe : mitrailleur de la tourelle supérieure et ingénieur de vol[9] ;
- sergent Dick Pechout : opérateur radio[10] ;
- sergent Hugh « Ecky » Eckenrode : mitrailleur de queue[10] ;
- sergent Lloyd Jennings : mitrailleur latéral gauche[10] ;
- sergent Alex « Russian » Yelesanko : mitrailleur latéral droit[11] ;
- sergent Sam « Blackie » Blackford : mitrailleur ventral[12].

### Bombardement
Le B-17 de Brown commença sa procédure de bombardement à 27 300 ft (8 300 m) d'altitude avec une température extérieure de −60 °C. Avant qu'il ne puisse larguer ses bombes, la défense anti-aérienne brisa le nez en plexiglas, détruisit le moteur no 2 (intérieur gauche) et endommagea le no 4 (extérieur droit), qui était déjà en mauvais état et qui dut être réduit pour éviter un surrégime fatal.
Ces dommages ralentirent l'avion qui devint incapable de maintenir sa place dans la formation et qui donc se retrouvait à la merci de la chasse allemande.

### Attaque par les chasseurs
Le B-17 de Brown fut ensuite attaqué par plus d'une douzaine de chasseurs (des Messerschmitt Bf 109 et des Focke-Wulf Fw 190) de la JG-11 pendant plus de 10 minutes. Ils lui infligèrent des dommages supplémentaires, notamment au moteur no 3 (intérieur droit), qui ne pouvait plus fournir que la moitié de sa puissance nominale (l'avion ne disposait déjà plus à ce moment-là que de 40 % de sa puissance totale). Les systèmes d'oxygène, hydraulique et électrique étaient aussi endommagés ; l'avion avait perdu la moitié de sa gouverne de direction et la gouverne de profondeur gauche. De plus, les mitrailleuses s'étaient enrayées, probablement en raison d'une mauvaise lubrification, laissant l'avion avec seulement les deux mitrailleuses de la tourelle dorsale et une seule des trois mitrailleuses frontales opérationnelles (soit 3 sur 11 disponibles). La plupart des membres d'équipage avaient été blessés : 
- le mitrailleur de queue, Eckenrode, avait été tué par un tir direct ;
- Yelesanko avait été gravement blessé à la jambe par un éclat d'obus ;
- Pechout avait été touché à l’œil par un éclat d'obus ;
- Brown avait été blessé à l'épaule[16].

De plus, les doses de morphine avaient gelé, ce qui compliquait les premiers soins.

### Franz Stigler
L'avion de Brown fut repéré, entre autres, par Franz Stigler qui était en train de se ravitailler et de se réarmer. Il décolla dans son Messerschmitt Bf 109 G-6 (dont le radiateur avait pourtant été endommagé par une balle américaine de 12,7 mm, ce qui pouvait provoquer une surchauffe du moteur) et rattrapa rapidement le bombardier endommagé. Stigler pouvait voir les membres d'équipage blessés au travers des dommages subis par la structure. À la grande surprise du pilote américain, Stigler n'ouvrit pas le feu. Il se rappela les paroles de son supérieur au Jagdgeschwader 27, Gustav Rödel, lors des opérations en Afrique du Nord, « Vous êtes pilotes de chasse aujourd'hui, demain, toujours. Si jamais j'apprends que l'un d'entre vous a attaqué un pilote en parachute, je le tuerai moi-même ». Stigler raconta plus tard : « Pour moi, c'était comme s'ils avaient été sous leur parachute, je ne pouvais pas les abattre ».
Par deux fois, Stigler essaya de faire comprendre à Brown de poser son avion endommagé sur un aérodrome allemand et de se rendre, ou de se dérouter en Suède (neutre) où ils seraient soignés et internés pour le reste de la guerre. Ni Brown ni aucun membre de l'équipage ne comprit ce que Stigler voulait dire par ses gestes. Plus tard, Stigler expliqua à Brown qu'il avait essayé de les dérouter en Suède.
Stigler continua à voler en formation avec l'avion de Brown, sur le côté gauche, pour empêcher la défense anti-aérienne allemande de tirer sur le bombardier. Il poursuivit son escorte jusqu'à la côte.
Brown, n'étant pas certain des intentions de Stigler, ordonna que la tourelle dorsale soit pointée vers le chasseur mais de ne pas ouvrir le feu, pour le mettre en garde. Ayant compris le message, et après s'être assuré que le bombardier avait quitté l'espace aérien allemand, Stigler le salua et rentra à sa base.

### Atterrissage
Brown traversa les 400 km de la Mer du Nord et atterrit à RAF Seething (en), terrain de rattachement du 448th Bomb Group (en) et il informa ses supérieurs des événements lors du debriefing.
Il reçut l'ordre de ne pas informer le reste de l'unité de ce qui s'était passé pour ne pas générer un sentiment de compassion envers les pilotes ennemis. Brown dira plus tard : « Quelqu'un avait décidé qu'on ne pouvait pas être humain et voler dans un avion allemand ». Par la suite, Brown termina son tour d'opération (25 missions).
Stigler de son côté ne fit aucun rapport sur cet incident, sachant qu'épargner un ennemi était passible du peloton d'exécution.

## Rencontre après la guerre
Après la guerre, Brown retourna en Virginie Occidentale et reprit ses études. Il retourna dans l'United States Air Force en 1949 et servit jusqu'en 1965. Plus tard, en tant que State Department Foreign Service Officer, il voyagea à de nombreuses reprises au Laos et au Viêt Nam. Il prit sa retraite en 1972 et devint inventeur.
Stigler émigra au Canada et devint homme d'affaires.
En 1986, le colonel à la retraite Brown intervint lors d'un rassemblement de pilotes militaires appelé « Gathering of the Eagles ». Lorsqu'on lui demanda s'il avait un souvenir d'une mission mémorable durant la Seconde Guerre mondiale, après quelques instants de réflexion, il raconta l'histoire de l'escorte et du salut de Stigler. Il décida alors d'essayer de retrouver ce pilote allemand.
Après quatre ans de recherches infructueuses dans les archives américaines et ouest-allemandes, Brown écrivit une lettre à un journal d'une association de pilotes militaires et quelques mois plus tard il reçut une réponse de Stigler, qui vivait désormais au Canada, qui disait « j'étais ce pilote ».
Lors de leur première conversation téléphonique, Stigler décrivit l'avion, l'escorte et le salut, confirmant à Brown qu'il était bien le pilote impliqué.
Entre 1990 et 2008, Charlie Brown et Franz Stigler devinrent des amis proches et le restèrent jusqu'à leur mort à quelques mois d'intervalle en 2008,.

## Littérature
Cet incident est le sujet du livre d'Adam Makos, A Higher Call: An Incredible True Story of Combat and Chivalry in the War-Torn Skies of World War II, publié le 19 décembre 2012.

## Dans la culture
- Une adaptation au cinéma du livre d'Adam Makos est en préparation par Tom Stoppard et Solipsist films qui en ont acquis les droits en 2013. Tom Stoppard et son fils Will Stoppard se sont associés avec Stephen L'Heureux pour produire ce projet avec un budget de 85 millions de dollars. John Marckesano (auteur mais aussi pilote) est chargé de l'adaptation[19]. En 2020, celle ci ne s'est pas concrétisée.
- Cet incident est le sujet de la chanson No Bullets Fly du groupe de heavy metal Sabaton, dans leur album Heroes (2014).
- L'intrigue secondaire de l'épisode Les ailes de l'espoir de NCIS : Enquêtes spéciales est basée sur cet incident. Dans cet épisode, le père de Gibbs essaie de retrouver un pilote allemand qui lui a sauvé la vie durant la Seconde Guerre mondiale.